# Gušteran repan
Gušteran repan (lat. Notoscopelus elongatus) riba je iz porodice Myctophidae. Ovo je mala riba dubokih voda koja naraste do 10,6 cm duljine, najčešće živi na dubinama između 375 i 1000 m po danu, dok noću ide u prema površini, gdje se zadržava u području između 45 i 150 m. Tijelo mu je oblika cigare, s velikom, kratkom tupastom glavom i velikim izbuljenim očima smještenima prema napriijed. Repna peraja je vrlo račvasta (dubokog V profila), a leđna peraja kratka. Ljušture mužjaka svijetle u mraku. Hrani se zooplanktonom, najviše euphausiidima i kopepodima, posebno tijekom noći, a sam je hrana brojnim grabežljivcima. 

## Rasprostranjenost
Gušteran repan je endemska riba zapadnog dijela Mediterana.

## Vanjske poveznice
|  | Zajednički poslužitelj ima još gradiva o temi Gušteran repan |
|  | Wikivrste imaju podatke o taksonu Gušteran repan             |